# Araranguá
Araranguá là một đô thị thuộc bang Santa Catarina, Brasil. Đô thị này có diện tích 303,799 km², dân số năm 2007 là 62442 người, mật độ 205,5 người/km².